# Beardmore W.B.2
Beardmore W.B.2, còn gọi là Beardmore W.B.II, là một mẫu thử máy bay tiêm kích của Anh trong thập niên 1910.

## Tính năng kỹ chiến thuật
Đặc điểm tổng quát
- Kíp lái: 2
- Chiều dài: 26 ft 10 in (8.18 m)
- Sải cánh: 34 ft 10 in (10.62 m)
- Chiều cao: 10 ft 0 in (3.05 m)
- Diện tích cánh: 354 ft2 (32.88 m2)
- Trọng lượng rỗng: 1765 lb (800 kg)
- Trọng lượng có tải: 2650 lb (1202 kg)
- Động cơ: 1 × Hispano-Suiza 8Bd, 200 hp (149 kW)

Hiệu suất bay
- Vận tốc cực đại: 120 mph (193 km/h)
- Thời gian bay: 2 giờ  48 phút

Vũ khí trang bị
- 2 x súng máy súng máy Vickers.303
- 1 x súng máy Lewis.303